# Ca la thầu
Củ cải khô (củ cải muối), (giản thể: 咸菜干; phồn thể: 鹹菜幹; bính âm: Xiáncài gàn) là một món ăn Trung Hoa được chế biến từ củ cải để nguyên củ ngâm muối một ngày, sau đó phơi khô ban ngày, ban đêm cho vào chum muối lặp đi lặp lại 7-9 ngày tùy theo thời tiết. Cho củ cải vào bọc ni lông buộc chặt rồi cho vào chum 1,5 tháng. Sau đó phơi một ngày cho khô và cho vào chum ướp muối. Để 3 năm sau có thể ăn.
Để ăn củ cải muối cần phải cắt ra và ngâm nước tương (có thể thêm ớt, rau mùi). 
Ăn ca la thầu với cháo trắng, cơm hoặc nấu xúp hoặc ngậm hoặc kho thịt. Món ăn này được cho là một món ăn rất tốt cho tiêu hóa, phòng và trị một số bệnh dạ dày, đường ruột. Ca la thầu dùng để nấu các món ăn dưỡng sinh hoặc ngậm như ô mai khi thấy cơ thể mệt mỏi.